# Звєрев Георгій Юхимович
Георгій Юхимович Звєрев (рос. Георгий Ефимович Зверев; 12 квітня 1908, Снопоть — 13 січня 1971) — радянський офіцер, Герой Радянського Союзу, в роки німецько-радянської війни командир 29-го гвардійського повітряно-десантного Віденського полку 7-ї гвардійської повітряно-десантної дивізії 4-ї гвардійської армії 3-го Українського фронту, гвардії полковник.

## Біографія
Народився 12 квітня 1908 року в селі Снопоті (нині Рогнединського району Брянської області Росії) в сім'ї селянина. Росіянин. Закінчив неповну середню школу.
У Червоній Армії з 1930 року. Член КПРС з 1932 року. У 1935 році закінчив Ташкентське військове піхотне училище, в 1941 році — курси «Постріл». Учасник радянсько-фінської війни 1939—1940 років.
Учасник німецько-радянської війни з червня 1941 року. Воював на Північно-Західному і 3-му Українському фронтах.
З березня 1942 року по 11 березня 1943 року Г. Ю. Звєрєв — командир 92-го гвардійського стрілецького полку (до 3 травня 1942 року був 86-й стрілецький полк 180-ї стрілецької дивізії (першого формування)) 28-ї гвардійської стрілецької дивізії.
З 29 травня 1943 року по 24 травня 1944 року — командир 232-го гвардійського стрілецького полку 80-ї гвардійської стрілецької дивізії.
З серпня по жовтень 1943 року полк під його командуванням пройшов з боями 250 кілометрів, з ходу форсував річки Ворсклу, Псел, Хорол, Сулу, Дніпро. Зайнявши і утримавши плацдарм на правому березі Дніпра, забезпечив введення в бій головних сил дивізії.
З 24 травня по 13 листопада 1944 року Г. Ю. Звєрєв — командир 217-го гвардійського стрілецького полку 80-ї гвардійської стрілецької дивізії. Полк брав участь у Яссько-Кишинівській наступальної операції, особливо відзначився в боях при прориві оборони противника на південь від Бендер і при оволодінні столицею Молдавії — містом Кишиневом. Наказом Верховного Головнокомандувача полку було присвоєно почесне найменування «Кишинівський».
З грудня 1944 року по травень 1945 року гвардії полковник Г. Ю. Звєрєв — командир 29-го гвардійського повітряно-десантного стрілецького полку. Вміло керував бойовими діями полку на території Австрії. На підступах до столиці Австрії — міста Відня 6 квітня 1945 року полк першим увірвався на південно-східну околицю міста Швехат, форсував річку Швехат і під кінець дня зайняв місто.
Наказом Верховного Головнокомандувача полку було присвоєно почесне найменування «Віденський».
Указом Президії Верховної Ради СРСР від 28 квітня 1945 року за зразкове виконання бойових завдань командування на фронті боротьби з німецько-фашистськими загарбниками і проявлені при цьому мужність і героїзм, гвардії полковнику Звєрєву Георгію Юхимовичу присвоєно звання Героя Радянського Союзу з врученням ордена Леніна і медалі «Золота Зірка» (№ 4962).

Могила Георгія Звєрєва

Після війни продовжував службу у Збройних Силах СРСР. З 1955 року полковник Г. Ю. Звєрєв — в запасі. Потім працював на одному із заводів Київської області України. Помер 13 січня 1971 року. Похований у Києві на Лук'янівському військовому кладовищі.

## Нагороди
Нагороджений двома орденами Леніна, двома орденами Червоного Прапора, орденом Суворова 3-го ступеня, орденом Вітчизняної війни 1-го ступеня, орденом Червоної Зірки, медалями.